# Stazione di Colle Mattia
La stazione di Colle Mattia, sulla linea ferroviaria Roma-Napoli via Cassino, situata nel territorio del comune di Roma, fu costruita per servire le località di Monte Compatri, Monte Porzio Catone e Colonna.

## Storia
La stazione fu attivata in occasione dell'attivazione della variante da Ciampino a Segni della ferrovia Roma-Napoli (il tracciato originario passava per Velletri).
In origine era denominata Monte Compatri-Colonna, nome mutato nel 1936 semplicemente in Colonna e, nel 1962, in quello attuale.

## Strutture e impianti
La stazione dispone di un fabbricato viaggiatori con annessa sala d'attesa. Nel 2013 sono stati effettuati lavori di ammodernamento che hanno portato alla costruzione di un sottopassaggio.
All'interno dell'area ferroviaria della stazione sono presenti binari tronchi (lato sud) utilizzati come ricovero di mezzi di servizio e un fascio di binari non elettrificati paralleli ai binari principali (lato nord), non utilizzati.
Vi è anche uno scalo merci composto da magazzino, piano caricatore e due binari tronchi.

## Movimento
La stazione è punto di fermata dei treni della linea regionale FL6, che collega Roma con Frosinone e Cassino.

## Servizi
La stazione dispone di:
- Sala d'attesa

## Interscambi
La stazione è inoltre collegata ai centri limitrofi tramite:
- Fermata autobus ATAC, TPL Calabresi (Monte Porzio Catone), TPL Corsi & Pampanelli (Monte Compatri)